# Pinay, Loire
Pinay là một xã trong tỉnh Loire miền trung nước Pháp.